# Đàn tính
Le đàn tính est un instrument à cordes pincées vietnamien, composé d'une caisse faite d'un calebasse, d'un long manche et de deux cordes. Il est joué par les Tàys et les Nungs. 
On retrouve en Chine  le tianqin.  C'est un instrument similaire joué par les Zhuangs, une minorité du Guangxi proche des Tays.
L'instrument possède de deux à quatre cordes réparties sur deux à quatre chœurs.  Les cordes sont en soie, en nylon ou en fil de pêche.
Lors de séances, il est utilisé par les chamans, avec comme objectif d'être animé par des esprits.
En 2007, le ministère vietnamien de la Culture, des Sports et du Tourisme a soumis un plan visant à promouvoir l'instrument, ainsi que le style de chant « Alors » qu'il accompagne souvent. 
De plus, un séminaire sur le sujet a recommandé la transcription et l'enregistrement de cette musique tradtionnelle, ainsi que l'enseignement de cet art musical dans les Ecoles d'Art locales.
La pratique de cet instrument s'est répandue parmi les peuples Pian et Tày de nationalité Zhuang. Elle a ainsi naturellement évolué vers une activité de divertissement de plus en plus populaire.